# Neo Psychiko
Neo Psychiko (griechisch Νέο  Ψυχικό (n. sg.), veraltet auch Neon Psychikon) ist ein nordöstlicher Vorort von Athen, Griechenland.
Neo Psychiko wurde 1946 aus der Gemeinde Chalandri ausgegliedert und war zunächst eine Landgemeinde (kinotita). 1982 erfolgte die Hochstufung zur Stadtgemeinde (dimos). Zum 1. Januar 2011 wurde Neo Psychiko mit Filothei und Psychiko zur neuen Gemeinde Filothei-Psychiko fusioniert, in der es seitdem einen Gemeindebezirk bildet.

## Geschichte
Das Gebiet war landwirtschaftlich genutzt und bewaldet, bis es in den 1920er Jahren besiedelt wurde. Heute beschränken sich Grünflächen auf einige Plätze, Straßenränder und einige grüne Hügel im Norden. 1923 wurde Psychiko gegründet und wuchs mit den Jahren, bis das Gebiet von Neo Psychiko besiedelt wurde. 1946 wurde es als Gemeindebezirk und 1982 als Gemeinde anerkannt.
Nach einer Legende soll der Name – er bedeutet Seelenruhe (von griechisch ψυχή, Seele)  – daher rühren, dass der legendäre Marathonläufer, der die Nachricht vom Sieg bei Marathon nach Athen brachte, sich an diesem Ort ausruhte und erholte. Nach einer anderen Legende hat hier die Heilige Filothea im 16. Jahrhundert eine Quelle geöffnet, um Reisende und die umliegenden Bauern zu erquicken. Eine dritte Erzählung besagt, der Name komme von einer Quelle, die an der Südseite des Altersheimes geöffnet wurde, wahrscheinlich von dem Hadrianischen Aquädukt, das im 19. Jahrhundert eingerissen wurde.

## Lage
Neo Psychiko liegt etwa 6 km nordöstlich der Akropolis, etwas südlich der Attiki Odos und des Olympia-Sportkomplexes. Es grenzt im Norden an Chalandri, im Nordwesten an Filothei, im Westen an Psychiko,  im Südwesten an Athen, im Südosten an Papagou, im Osten an Cholargos und im Nordosten an Agia Paraskevi.
Es wird vor allem durch den Kifissias-Boulevard im Westen und den Mesogeion-Boulevard im Osten erschlossen.

## Bürgermeister
Bürgermeister Pandelis Charokopos wurde bei den Wahlen im Oktober 2006 mit knapper Mehrheit von 50,65 % im zweiten Wahlgang gewählt und amtierte bis Ende 2010. Seit 2010 ist Neo Psychiko ein Bezirk der neuen Gemeinde Filothei-Psychiko. Neuer Bürgermeister ist seitdem Pandelis Xyridakis (Παντελής Ξυριδάκης).

## Umweltpolitik
Die Gemeinde spielt eine Vorreiterrolle im Umweltschutz: Schon seit Anfang der 1990er Jahre wurden zahlreiche verkehrsberuhigende Maßnahmen ergriffen, Forschungsprojekte zur Verbesserung der Verkehrssicherheit durchgeführt, 1992 wurde ein Umwelterziehungspark eingerichtet, ein Radwegenetz ist im Ausbau, Recyclingbehälter befinden sich an jeder Ecke, Energiesparlampen und Hybridfahrzeuge als Busse werden eingesetzt.